# Vitor Roque
Vitor Hugo Roque Ferreira (Timóteo, 28 februari 2005) is een Braziliaans voetballer die doorgaans speelt als spits. In februari 2025 verruilde hij FC Barcelona voor Palmeiras. Roque debuteerde in 2023 in het Braziliaans voetbalelftal.

## Clubcarrière
Roque werd geboren als zoon van Juvenal, een kwaliteitsinspecteur, en Hercília, de eigenaar van een bikinifabriek. Op jonge leeftijd verhuisde hij naar Coronel Fabriciano. Zijn carrière begon op zesjarige leeftijd bij een kleine voetbalschool in Cruzeirinho, in de buurt van Belo Horizonte. Hier speelde hij vaak in teams boven zijn leeftijdsklasse. Hij bleef bij de voetbalschool tot hij tien jaar oud was, waarna hij werd gescout door América Mineiro. In 2015 ging hij op proef bij América Mineiro en hij mocht naar die club komen.
Bij América Mineiro speelde hij als middenvelder. Hier kreeg hij ook de bijnaam Tigrinho, vanwege het feit dat zijn vader als voetballer de bijnaam Tigrão had. Hij werd uiteindelijk centrumaanvaller. Roque werd in 2018 topscorer werd in het Minas Gerais –14-kampioenschap met acht doelpunten en won de Cruzeiro Internacional Cup in de leeftijdscategorie –15. Hij bleef bij de club tot december 2018, toen hij bijna 14 jaar oud was. Toen het nieuwe seizoen in februari 2019 begon, kwam hij niet opdagen. Cruzeiro toonde interesse. Die club sprak af om vijfhonderdduizend Braziliaanse reais te betalen aan zaakwaarnemer André Cury om hem naar de club te halen. Zo'n soort deal is niet toegestaan door de FIFA.
Op zijn veertiende verjaardag tekende Roque een contract bij Cruzeiro en op 1 maart een trainingscontract. Dit veroorzaakte problemen met América Mineiro, dat Cruzeiro beschuldigde van oneerlijke handelingen om een contract met Roque te sluiten, terwijl hij nog bij América Mineiro onder contract stond. Als straf mocht Roque niet deelnemen aan sommige jeugdwedstrijden, zoals de Nike –15 Cup in mei 2019. Op 22 mei werd aangekondigd dat Cruzeiro en América Mineiro het geschil hadden opgelost. Ze besloten om de rechten van Roque te delen, maar hij maakte wel de overstap naar Cruzeiro. Zijn debuut voor Cruzeiro maakte Roque op 13 oktober 2021, toen in de Série B met 0–0 werd gelijkgespeeld tegen Botafogo. Hij mocht van coach Vanderlei Luxemburgo zestien minuten na rust invallen en werd achttien minuten later weer naar de kant gehaald. In april 2022 maakte Roque de overstap naar Athlético Paranaense, waar hij voor vijf jaar tekende. Met de overstap was omgerekend circa 4,7 miljoen euro gemoeid, waarmee hij de duurste aankoop in de clubgeschiedenis werd.
In juli 2023 kwam FC Barcelona overeen met Athlético Paranaense om Roque over te nemen vanaf de zomer van 2024. Dan zou een contract ingaan lopend tot en met het seizoen 2030/31, met een afkoopclausule van vijfhonderd miljoen euro. Met de deal was naar verluidt circa veertig miljoen euro gemoeid, wat kon oplopen door middel van bonussen. Mede door een zware blessure van Barcelona-middenvelder Gavi werd de overgang van Roque vervroegd van juli naar januari 2024. Op 27 december 2023 kwam Roque in de Catalaanse hoofdstad aan. Op 29 december 2023 trainde hij voor het eerst mee. Vanaf 1 januari 2024 ging zijn contract officieel van start. Hij debuteerde op 4 januari 2024 in een wedstrijd in de Primera División tegen Las Palmas die met 2–1 werd gewonnen. Roque werd in augustus 2024 voor een jaar verhuurd aan Real Betis, met een optie op een seizoen extra en een optie tot koop.
Eind februari 2025 keerde Roque terug naar Brazilië om voor Palmeiras te gaan spelen. Hij tekende een contract tot en met december 2030. Barcelona ontving voor de transfer een bedrag van vijfentwintigenhalf miljoen, met een potentiële bonus van vijf miljoen euro. Als compensatie voor het vroegtijdig laten vertrekken van Roque kreeg Real Betis dertig procent van de transferrechten van Abde Ezzalzouli, die eerder van Barcelona naar Real Betis was getransfereerd.

## Clubstatistieken
| Seizoen | Club                 | Competitie       | Competitie | Competitie | Beker | Beker | Internationaal | Internationaal | Totaal | Totaal |
| Seizoen | Club                 | Competitie       | Wed.       | Dlp.       | Wed.  | Dlp.  | Wed.           | Dlp.           | Wed.   | Dlp.   |
| ------- | -------------------- | ---------------- | ---------- | ---------- | ----- | ----- | -------------- | -------------- | ------ | ------ |
| 2021    | Cruzeiro             | Série B          | 5          | 0          | 0     | 0     | —              | —              | 5      | 0      |
| 2022    | Cruzeiro             | Série B          | 9          | 3          | 2     | 3     | —              | —              | 11     | 6      |
| 2022    | Athlético Paranaense | Série A          | 29         | 5          | 0     | 0     | 7              | 2              | 36     | 7      |
| 2023    | Athlético Paranaense | Série A          | 31         | 16         | 6     | 1     | 8              | 4              | 45     | 21     |
| 2023/24 | FC Barcelona         | Primera División | 14         | 2          | 2     | 0     | 0              | 0              | 16     | 2      |
| 2024/25 | → Real Betis         | Primera División | 22         | 4          | 4     | 3     | 7              | 0              | 33     | 7      |
| 2025    | Palmeiras            | Série A          | 0          | 0          | 0     | 0     | —              | —              | 0      | 0      |
| Totaal  | Totaal               | Totaal           | 110        | 30         | 14    | 7     | 22             | 6              | 146    | 43     |

Bijgewerkt op 1 maart 2025.

## Interlandcarrière
Roque maakte op 25 maart 2023 zijn debuut in het Braziliaans voetbalelftal toen in een vriendschappelijke wedstrijd met 2–1 verloren werd van Marokko. Namens Brazilië scoorde Casemiro en de tegentreffers kwamen van Sofiane Boufal en Abdelhamid Sabiri. Roque moest van bondscoach Ramon Menezes op de reservebank starten en hij viel in de vijfenzestigste minuut in voor Rodrygo. De andere Braziliaanse debutanten dit duel waren Andrey Santos (Vasco da Gama), Rony, Raphael Veiga (beiden Palmeiras), Yuri Alberto (Corinthians) en Arthur (América Mineiro).
| Interlands van Vitor Roque voor Brazilië | Interlands van Vitor Roque voor Brazilië | Interlands van Vitor Roque voor Brazilië | Interlands van Vitor Roque voor Brazilië | Interlands van Vitor Roque voor Brazilië | Interlands van Vitor Roque voor Brazilië |
| №                                        | Datum                                    | Wedstrijd                                | Uitslag                                  | Competitie                               | Goals                                    |
| Als speler bij Athlético Paranaense      | Als speler bij Athlético Paranaense      | Als speler bij Athlético Paranaense      | Als speler bij Athlético Paranaense      | Als speler bij Athlético Paranaense      | Als speler bij Athlético Paranaense      |
| ---------------------------------------- | ---------------------------------------- | ---------------------------------------- | ---------------------------------------- | ---------------------------------------- | ---------------------------------------- |
| 1                                        | 25 maart 2023                            | Marokko – Brazilië                       | 2 – 1                                    | Vriendschappelijk                        |                                          |

Bijgewerkt op 1 maart 2025.